# Uta Grosenick

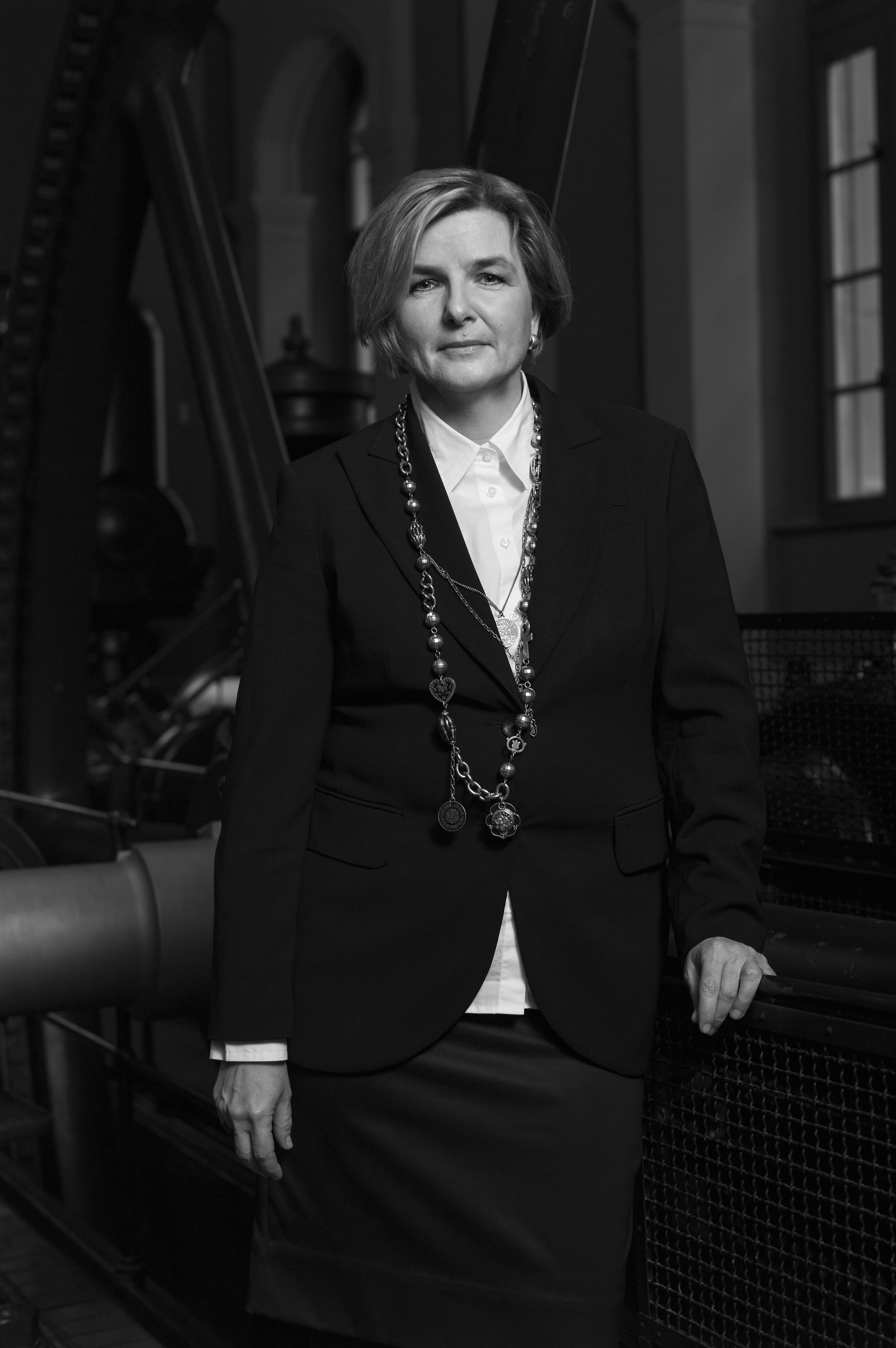
Uta Grosenick

Uta Grosenick (* 27. April 1960 in Mülheim an der Ruhr) ist eine deutsche Verlegerin und Sammlerin.

## Leben
Uta Grosenick studierte in Köln und Paris Kunstgeschichte, Germanistik und Theater-, Film- und Fernsehwissenschaften. Nach einigen Assistenzen im Bereich Regie und Dramaturgie an verschiedenen Theatern und Schauspielhäusern arbeitete sie als Ausstellungsorganisatorin an den Hamburger Deichtorhallen und der Kunst- und Ausstellungshalle der Bundesrepublik Deutschland in Bonn. Von 1993 bis 1999 war Grosenick Kuratorin am Kunstmuseum Wolfsburg.
Zwischen 1999 und 2006 war sie für den Taschen Verlag tätig und arbeitete daneben auch als Übersetzerin. Im Jahr 2010 gründete sie gemeinsam mit Christian Boros den Distanz Verlag, den sie bis 2019 leitete. Von 2019 bis 2024 war Grosenick Verlegerin der wiedergegründeten edition cantz, eines Traditionsverlags für Kunstbücher, der 2020 in Dr. Cantz’sche Verlagsgesellschaft umbenannt wurde.
Grosenick sammelt zeitgenössische Kunst. Sie lebt und arbeitet in Berlin und Potsdam.

## Veröffentlichungen (Auswahl)
- Einleuchten: Will, Vorstel und Simul in HH, Christians Verlag, Hamburg 1989 (Herausgeberin zusammen mit Harald Szeemann), ISBN 3-7672-1102-5
- Niki de Saint Phalle, Hatje Cantz, Ostfildern-Ruit 1992 (Text), ISBN 978-3-7757-0582-0
- Réalisme, 2004 (Französisch) (Herausgeberin zusammen mit Uta Grosenick), 2004
- Phantastische Kunst, Taschen Verlag, Köln 2005 (Herausgeberin; Autor: Walter Schurian), ISBN 978-3-8228-2951-6
- Tobias Rehberger 1993–2008, DuMont Buchverlag, Köln 2008 (Herausgeberin), ISBN 978-3-8321-9126-9
- The Art of Tomorrow, Distanz, Berlin 2010 (Herausgeberin zusammen mit Yilmaz Dziewior und Laura Hoptman), ISBN 978-3-89955-406-9
- Sergej Jensen, Distanz, Berlin 2011 (Redaktion), ISBN 978-3-942405-06-5
- Michel Majerus, Distanz, Berlin 2012 (Konzept), ISBN 978-3-942405-33-1
- Monica Bonvicini: Disegni, Distanz, Berlin 2012 (Redaktion), ISBN 978-3-942405-68-3
- Kippenberger & Friends – Gespräche über Martin Kippenberger, Distanz, Berlin 2013 (Redaktion), ISBN 978-3-95476-005-3
- Florian Meisenberg, http://www.liveleak.com/view?i=366_1344438832, Berlin 2014 (Herausgeberin), ISBN 978-3-942405-98-0
- Best of German Interior Design, Distanz, Berlin 2017 (Redaktion), ISBN 978-3-95476-180-7
- Let’s Talk about Abstract, Distanz, Berlin 2018 (Konzept und Redaktion), ISBN 978-3-95476-241-5
- Tamara K.E., Fading song in the wide open, Distanz, Berlin 2018 (Herausgeberin), ISBN 978-3-95476-222-4
- Grill Royal, Distanz, Berlin 2018 (Konzept und Redaktion), ISBN 978-3-95476-193-7

## Videos
- Nam June Paik: High Tech Allergy, 1995 (Konzept und Interview)